# Pimsbetong
Pimsbetong (även bimsbetong) är en porös mursten, som framställs av pimpsten (pimssand) med kalk eller cement som bindemedel. Pimssand är en i Tyskland förekommande avlagring av vulkanisk aska och slagg. Eftersom pimsbetong är porös har den bättre värmeisoleringsförmåga än vanlig betong och användes förr exempelvis för murning av ytterväggar.